# Gustaf Winberg

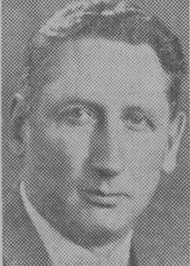
Gustaf Winberg

Nils Gustaf Valdemar Winberg, född 13 oktober 1895 i Halmstad, död 7 juni 1978, var en svensk arkitekt. 
Winberg, som var son till byggmästare August Winberg och Hanna Ljunggren, avlade studentexamen 1914, utexaminerades från Kungliga Tekniska högskolan 1918 och bedrev byggnadstekniska studier vid University of Pennsylvania i Philadelphia 1919–1920. Han var arkitekt på professor Henrik Kreügers konstruktionsbyrå 1918–1919, vid Statens provningsanstalt 1920–1921 och 1923, sakkunnigt biträde vid Kungliga Ingenjörsvetenskapsakademien 1920–1924, ingenjör vid AB Cementa i Malmö 1924–1925, bedrev egen arkitektverksamhet från 1925, var delägare i Winberg & Högstedt AB arkitekt- och ingenjörsbyrå till 1962 och därefter konsult. Han var styrelseledamot i Södra Sveriges Byggnadstekniska Samfund 1929. Han var lektor i husbyggnadsteknik vid högre tekniska läroverket i Malmö 1925–1960. Han författade skrifter om bland annat furuvirkes hållfasthetsegenskaper.